# スサノオ号
スサノオ号（スサノオごう）は、東京都と鳥取県米子市・島根県松江市・島根県出雲市を結ぶ高速バス。夜行便1日1往復が運行されている。
愛称は、松江市の八重垣神社の主祭神である、日本神話で八岐大蛇を退治した「素盞嗚尊（スサノオノミコト）」から。

## 概要
全便座席指定制のため、乗車には予約が必要である。
もともと東京急行電鉄と一畑電気鉄道の2社で運行するつもりだったが、途中から中国JRバスが参入を希望してきたため3社共同運行となった。その後東急が撤退したため2社共同運行になった。東急運行便の愛称は「ミルキーウェイ」であった。当時の東急のチラシにはスサノオ号の表記があったため、運行会社全社でスサノオ号として運行されていた。
年末年始・ゴールデンウィーク・お盆等の多客期には、続行便に女性専用車両が設定され利用率も高かったが、当日乗車の乗客に対応できないことから、2009年以降は設定されていない。

## 運行会社
- JRバス中国島根支店
  - 途中乗り継ぎによるワンマン運行。
  - 東京ディズニーランド - ジェイアールバス関東新城支店間は、運転業務をジェイアールバス関東に委託している。（東京支店担当）

※東京方の運行支援業務はジェイアールバス関東が担当。

## 過去の運行会社
- 東急バス（観光バスセンター）
  - 1988年12月21日 〜 1998年6月30日
- 一畑バス（出雲支社）
  - 1988年12月21日 〜 2020年9月30日
  - 新型コロナウィルス感染拡大により、4月7日より運休及び中国ジェイアールバスでの代行運行が実施されており、事実上の最終運行は2020年4月6日となった[1]。

## 運行経路および停車停留所
2021年10月28日現在。太字は乗降扱い停留所。
東京ディズニーランド（東京ディズニーランド・バス・ターミナル・ウエスト） - （首都高速湾岸線 - 首都高速9号深川線 - 首都高速6号向島線） - 東京駅（乗車：八重洲南口/降車：日本橋口） - （霞が関出入口 - 首都高速3号渋谷線 - 東名高速道路 - 新東名高速道路 - 伊勢湾岸自動車道 - 東名阪自動車道 - 新名神高速道路 - 名神高速道路 - 中国自動車道 - 米子自動車道 - 山陰自動車道 -松江中央IC） - 松江駅 - （国道9号 - 島根県道24号松江木次線 - 松江西IC - 山陰自動車道） - 玉造 - 宍道 - （山陰自動車道 - 斐川IC） - 斐川インター -　（国道9号 - 国道184号） - 出雲市駅 → 出雲大社※出雲大社は下り便のみ。
※途中休憩は往復とも鮎沢PA（足柄SAに変更の場合あり）と、下り便は蒜山高原SAにて行う。
※ジェイアールバス関東新城支店と、勝央サービスエリアにて乗務員交代を行う。
※共同運行実施時は全区間ツーマン運行だったが、JRバス単独運行になってからは途中乗り継ぎによる全区間ワンマン運行となった。
※2021年10月27日までは、御殿場JCT＝豊田東JCT間を東名高速道路で運行しており、ジェイアールバス関東東名三ヶ日支店で乗務員交替を行っていた。

## 歴史
- 1988年（昭和63年）12月21日 - 東京急行電鉄（当時）・一畑電気鉄道（当時）・中国JRバス[2] の3社により運行を開始[3]。
- 1991年（平成3年）10月1日 - 分社化により、東京急行電鉄担当便が東急バスに移管される。
- 1998年（平成10年）6月30日 - 東急バスが撤退。
- 2000年（平成12年）4月1日 - 分社化により、一畑電気鉄道担当便が一畑バスに移管される。
- 2001年（平成13年）3月24日 - 山陰自動車道の安来IC - 矢田IC間、松江玉造IC - 宍道IC間が開通したため、山陰自動車道上に玉造（宍道湖SA）・宍道の各停留所を新設。
- 2007年（平成19年）
  - 3月1日 - この日の出発便より、渋谷経由東京駅発着に変更。
  - 12月1日 - 東京駅の降車場所を八重洲南口から日本橋口に変更。
- 2008年（平成20年）7月1日 - この日の出発便より、伊勢湾岸自動車道 - 新名神高速道路経由に変更し、渋谷・東京駅経由新木場駅発着となる。
- 2010年（平成22年）9月1日 - 斐川インターバス停新設。発車時刻・到着時刻一部変更。
- 2012年（平成24年）4月1日 - 東京発出雲市行便のみ、始発が東京駅八重洲南口に、終着が出雲大社に、それぞれ変更[4]。
- 2014年（平成26年）3月31日 - 得々シート割引を終了。
- 2019年（令和元年）10月1日 - 消費税率引き上げに伴う運賃改定[5]。
- 2020年（令和2年）
  - 4月7日 - 新型コロナウイルス感染拡大の影響により、この日の出雲市出発便（東京出発便は翌4月8日）より当面の間運休[6][7]。
  - 7月31日 - この日の出雲市出発便（東京出発便は翌8月1日）より隔日運行による運行再開（同年8月7日より毎日運行）。
  - 9月1日 - この日の出雲市出発便（東京出発便は翌9月2日）より再び運休[8]。
  - 10月1日 - 一畑バスが運行から撤退し中国ジェイアールバスによる単独運行となる[9]。また、車両がグランドリーム車に変更となる。
  - 12月1日 - この日の出雲市出発便（東京出発便は翌12月2日）より運行を再開　あわせて、新木場駅及び渋谷マークシティへの停車を取り止め。また、三ヶ日にてジェイアールバス関東東名三ヶ日支店所属乗務員との乗り継ぎ運行となる。
- 2021年（令和3年）
  - 1月12日 - 新型コロナウイルス感染拡大の影響により、この日の出雲市出発便（東京出発便は翌1月13日）より当面の間運休。
  - 3月25日 - 新型コロナウイルス感染拡大の影響により運休していた便をこの日の出雲市出発便（東京出発便は翌3月26日）より運行再開。
  - 4月1日 - この日より東京ディズニーランドに乗り入れ。
  - 5月16日 - 新型コロナウイルス感染症再拡大防止のため、この日の出雲市出発便（東京出発便は翌5月17日）より再び運休。
  - 7月8日 - 新型コロナウイルス感染症再拡大防止のため運休中であったが、この日の出雲市出発便（東京出発便は翌7月9日）より運行再開。
  - 7月21日 - この日の出雲市出発便より、スカニア製2階建バスの運行を開始（東京出発便は翌7月22日）より運行[10]。
  - 10月28日 - ジェイアールバス関東新城支店新設に伴い、運行経路が東名高速道路経由から新東名高速道路経由に変更された。
- 2025年（令和7年）
  - 4月1日 - この日より東京ディズニーランド及び玉造への乗入れを取りやめ、米子駅に乗入れを開始[11]。

## 使用車両
- スカニア・J-InterCityDD(バンホール・アストロメガ)
  - 西日本JRバスのグランドリーム仕様車と同一仕様。1階席が4列シート、2階席が独立3列シート。
  - かつては独立3列シートWC付のスーパーハイデッカーまたはハイデッカー車両を使っていた。
  - 一畑バスとの共同運航時、両社とも2014年3月までは1号車に三菱ふそう・エアロキングを使用していた。
  - 運行開始当初は、当時に共同運行されていた東急バスを含めて三菱ふそう・スーパーエアロIIを使用していた。
  - 現在のところ2両のみしか所有していないため、故障時・点検時にはグランドリーム仕様のいすゞ・ガーラが使用される。

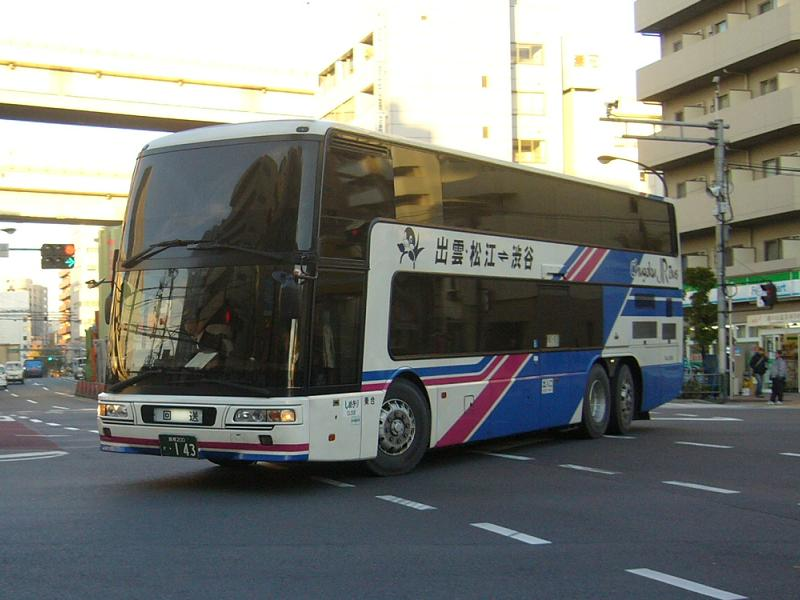
中国ジェイアールバスでかつて使用されていた二階建てバス（旧塗装）
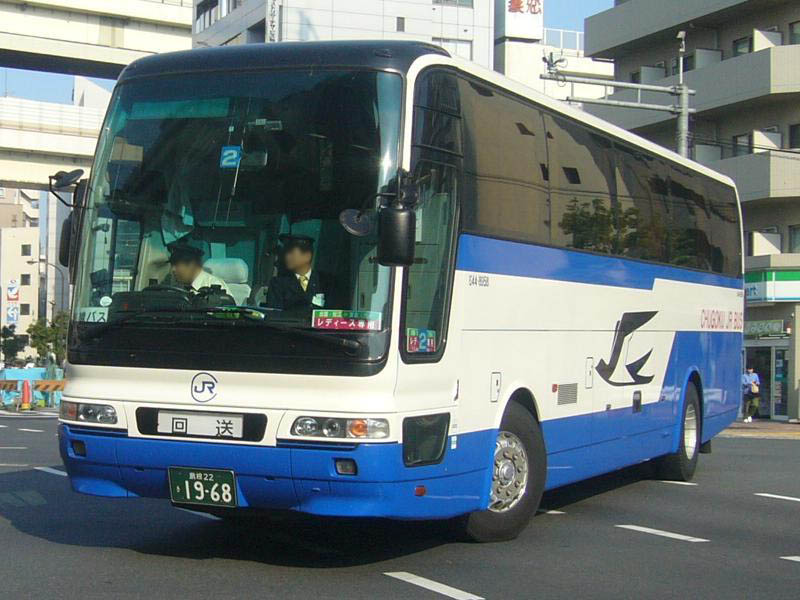
中国ジェイアールバスの女性専用車両
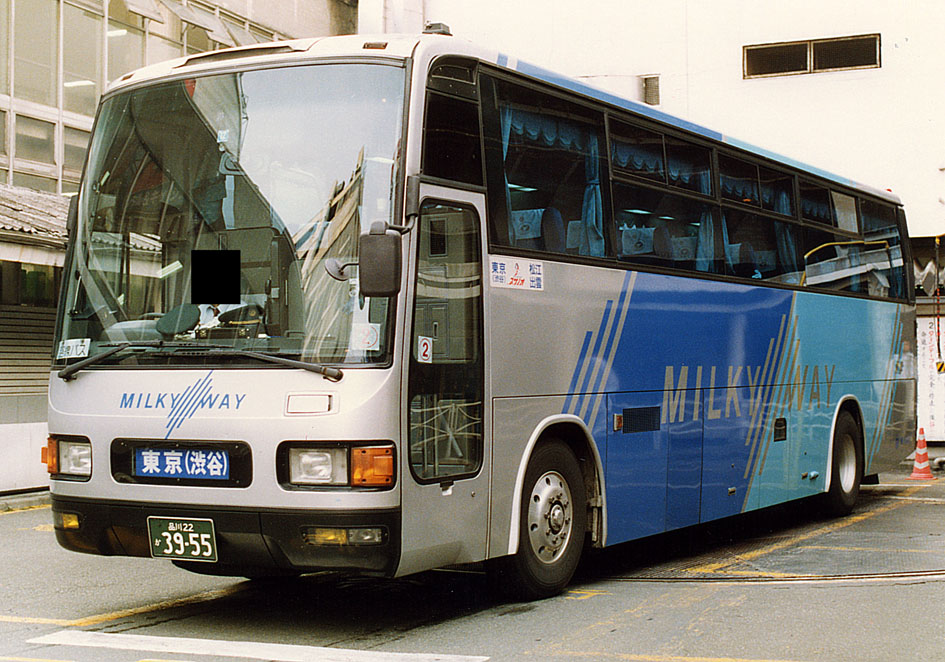
かつて運行されていた東急バス車両
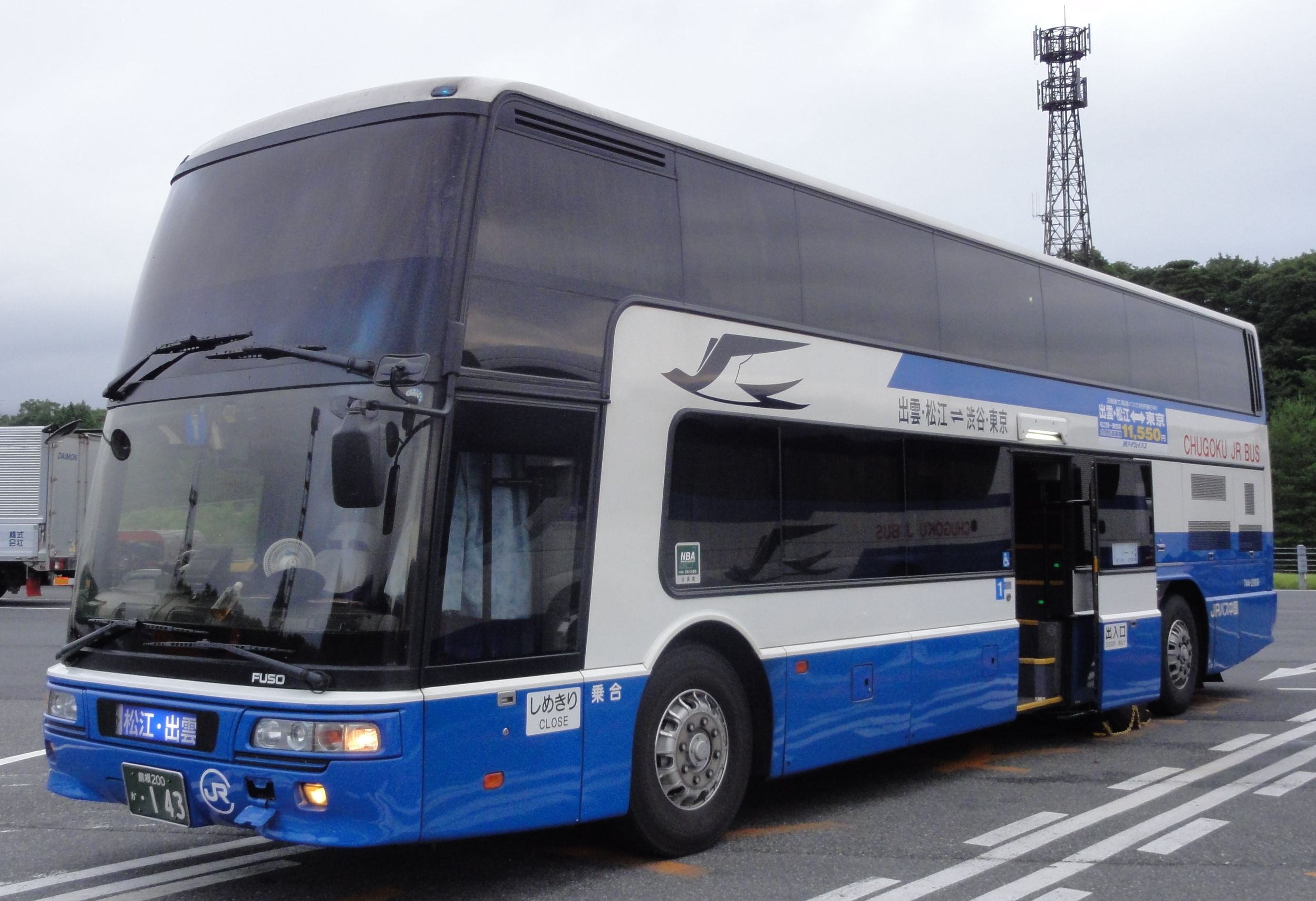
中国ジェイアールバスでかつて使用されていた二階建てバス（新塗装）
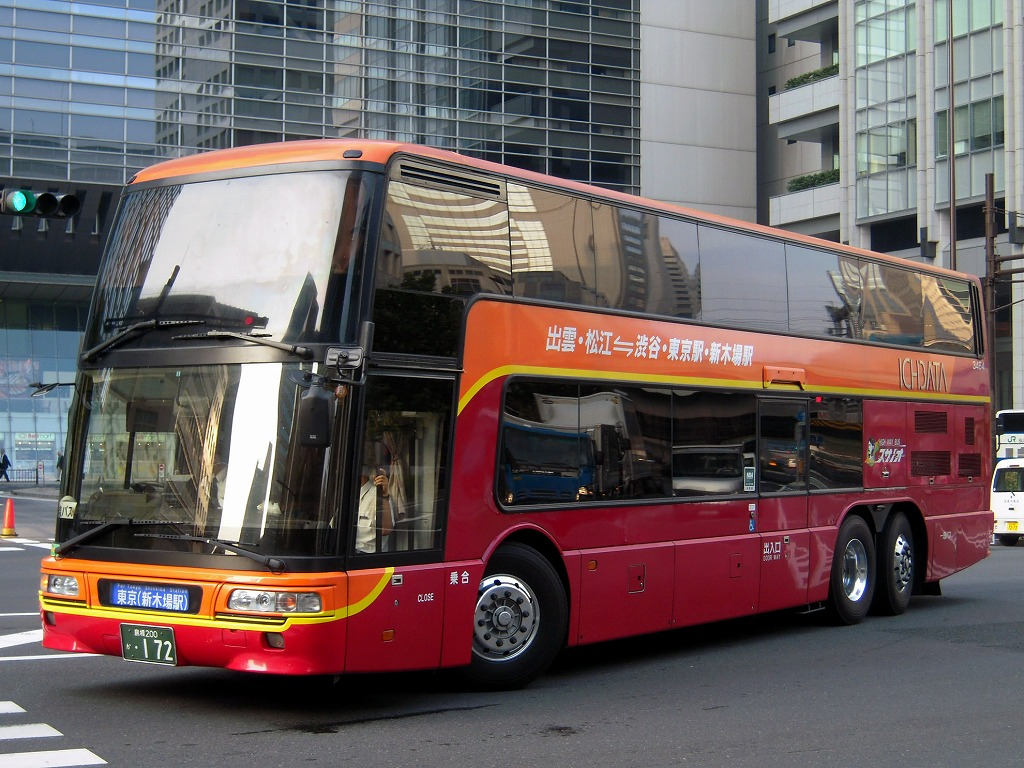
スサノオ号（一畑バス）過去の車両
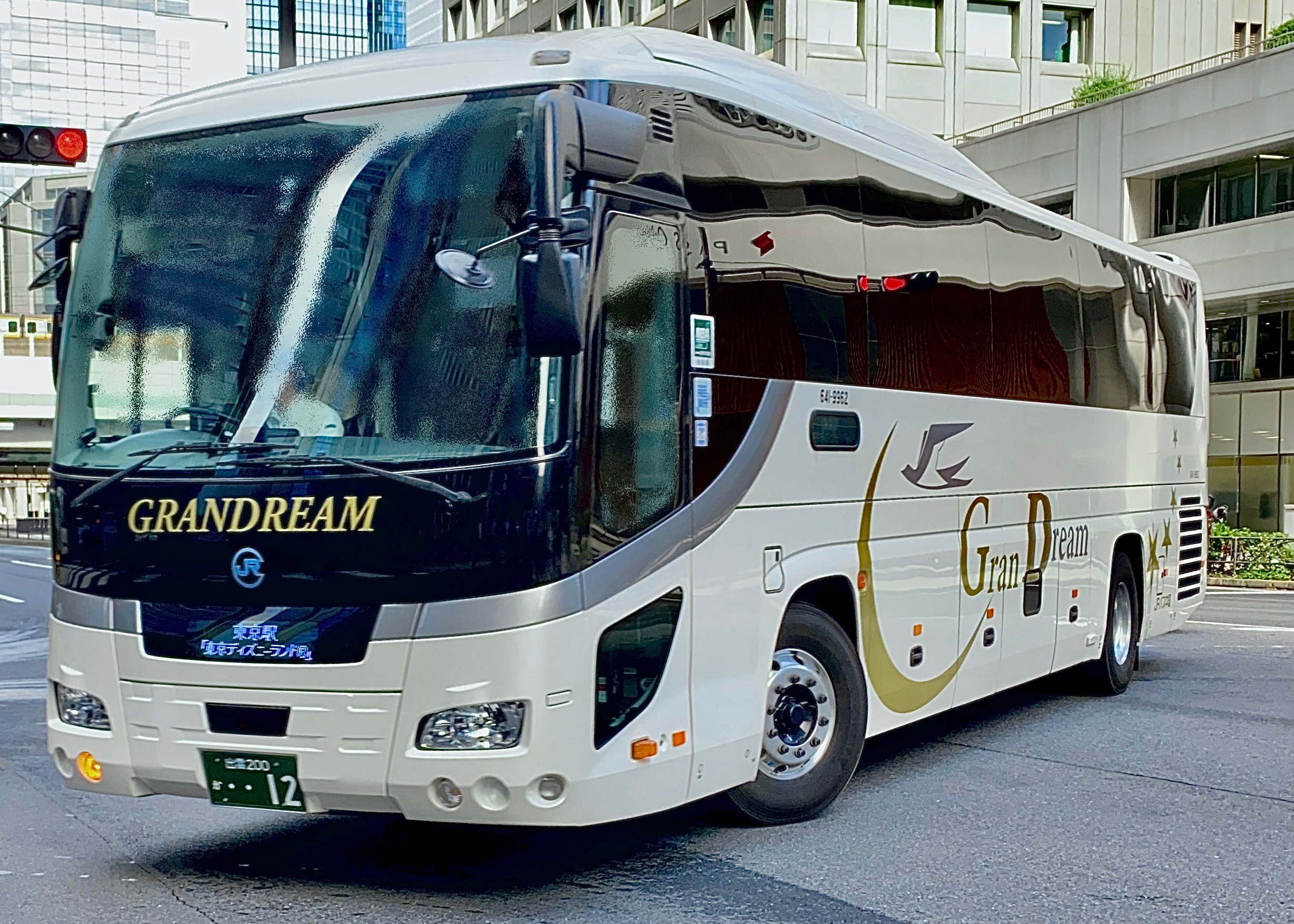
2020年10月1日〜2021年7月20日まではグランドリーム車両で運行されていた。
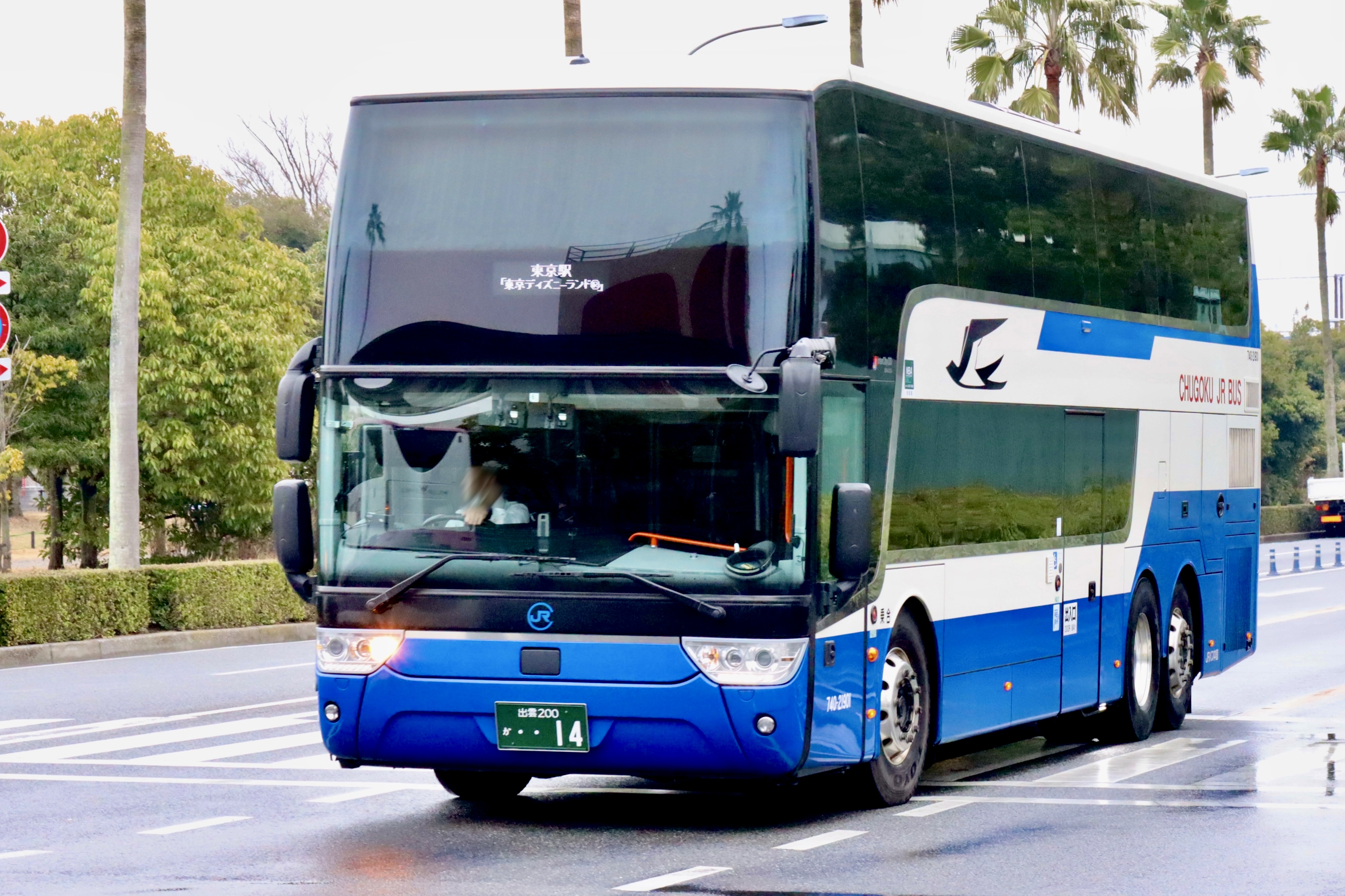
2021年に導入されたバンホール・アストロメガ

### 車内設備
- 4列シート（1階席）、独立3列シート（2階席）
- 車椅子スペース（1階席）
- フットレスト（2階席のみ）
- レッグレスト（2階席のみ）
- 仕切りカーテン（1階席→通路間、2階席→席間）
- 使い捨てスリッパ
- USB電源ポート
- 車内Wi-Fi
- トイレ（1階席）
- おしぼり
- 毛布（新型コロナウイルス対策によりサービス中止中）
- 読書灯